# Re-Volt
El Re-Volt és un videojoc de curses de cotxes a control remot llançat per Acclaim Entertainment el 1999. Es va llançar per PlayStation, PC, Nintendo 64 i Sega Dreamcast. El 2006, la canadenca publicadora de videojocs Throwback Entertainment va adquirir els drets de llicència i publicació de Re-Volt i es va confirmar una nova generació d'aquests tipus de jocs. Aquest joc es pot jugar pel mode multijugador de dues maneres; un és el mode multijugador normal, per a 1 a 4 jugadors i l'altre és en línia en una sala de la GameSpy en el qual els jugadors a través de l'aplicació del Re-Volt anomenat "RV House" es pot jugar contra qualsevol persona de tot el món que estigui connectat en aquell moment.

## Modes de joc

Cursa en cotxes de control remot en un carrer

- Single Race - Permet competir contra oponents informàtics pel primer lloc. Completar curses associades a una copa desbloqueja cotxes addicionals.

Aquest mode de joc està disponible en mode multijugador perquè fins a quatre jugadors puguin competir entre ells.
- Championship - Carrera per una copa que consta de quatre curses per punts. Com més alt sigui el rang, més punts s'obté. No obstant això, no acabar en 3r lloc o superior costarà intentar-ho. Si s'utilitzen els tres intents, s'ha de reiniciar el campionat. Obtenir el primer d'una copa desbloqueja nivells i cotxes addicionals.
- Time Trial - Aquest mode de joc permet al jugador competir pel temps de volta més ràpid en qualsevol cursa que estigui desbloquejada. Completar amb èxit el nombre de carreres associades a una copa desbloqueja cotxes addicionals, així com variacions de pistes inversa, mirall i retrovisor.
- Practice - Permet explorar pistes sense límit de temps o altres corredors. A més, cada pista inclou una estrella per recollir. Recollir cada estrella d'una pista desbloqueja cotxes addicionals.
- Stunt Arena: una petita arena compta amb 20 estrelles per recollir. L'arena compta amb un bucle, rampes i una mitja canonada amb estrelles que només es poden obtenir amb cotxes de més rendiment. Recollir les 20 estrelles desbloqueja un mode de joc.
- Battle Tag - Un mode només multijugador que inclou una estrella amagada en un nivell de batalla. Recollir l'estrella fa un compte enrere per a un jugador. La primera persona que el seu cronòmetre arribi a 0 és la guanyadora. El joc continua fins que l'última persona no aconsegueix recollir l'estrella.
- Clockwork Carnage - En lloc de 8 cotxes RC que corren fins a l'arribada, és una cursa de 30 cotxes de vent fins a l'arribada en qualsevol dels nivells de cursa.[2]

## Ports i reedicions

### Editor de cotxes
L'octubre de 1999, Acclaim Entertainment va llançar l'Editor de cotxes Re-Volt que permetia als jugadors exportar i editar, o crear cotxes nous per a la versió per a PC utilitzant 3D studio. L'editor simplement va ser descobert a l'oficina de Londres d'Acclaim Studios i, com a tal, es va publicar com un pedaç de codi no aprovat i sense suport.

### Versió beta de Xbox
Una versió de Xbox anomenada Re-Volt Live estava en desenvolupament amb una versió beta molt limitada distribuïda als provadors beta tancats. Aquesta versió reduïda de Re-Volt es va emetre als provadors beta del servei Xbox Live abans del llançament del servei al sistema Xbox original, però per a la decepció dels fans: mai es va publicar una versió més completa a la consola de Microsoft. El joc complet es va cancel·lar a punt d'acabar. Tot i que no es va llançar oficialment, la versió de desenvolupament completa està disponible i es pot jugar en una Xbox modificada que sigui capaç d'executar jocs des d'un dispositiu d'emmagatzematge.

### Versió arcade
Al setembre de 2004, Tsunami Visual Technologies va llançar una versió modificada de Re-Volt per a les màquines d'arcade. Aquest port del joc va incloure alguns canvis en el joc i els gràfics. Funcionava amb Microsoft Windows 98 i venia en dues versions: el TsuMo Standard Non-Motion Sit Down Re-Volt i un model de luxe. De manera similar al mode contrarellotge de la versió de Dreamcast i molts altres corredors arcade, hi ha un temporitzador global. Aquesta versió també va incloure temes addicionals, entre els quals el Venice fet per fans de Gabor i un tema nou creat per Kurt Arnlund, un antic empleat de Tsunami.

### Ports del dispositiu mòbil
El juliol de 2010, WeGo Interactive Co., Ltd., ubicada a Seül, Corea del Sud, va comprar tota la PI relacionada amb Re-Volt, RC Revenge Pro i RC de Go (desenvolupat i propietat de Taito), de Throwback Entertainment, amb seu a Toronto.
El juliol de 2012, es va anunciar Re-Volt per a les plataformes mòbils iOS i Android. Re-Volt es va llançar per a iOS com a Re-Volt Classic a l'octubre. Una versió d'Android del joc es va llançar el 24 d'abril de 2013 a la T-Store coreana i més tard a la Play Store.

### Reedició de PC
El 3 d'octubre de 2013, la versió per a PC de Re-Volt es va tornar a llançar a través de la distribució digital a GOG.com. El llançament es va basar en el pedaç 1.2 Beta desenvolupat per la comunitat, amb suport addicional per a les pistes originals de CD com a fitxers MP3. El joc es va retirar a petició dels desenvolupadors del pedaç 1.2 Beta el gener de 2014 a causa d'un malentès amb els editors WeGo Interactive, en què l'empresa va utilitzar parts del codi escrites per la comunitat sense el consentiment degut.
Després del tancament de WeGo Interactive, els drets del títol van passar a una nova empresa anomenada Superday Inc., que estava formada per antic personal de WeGo. A través de l'editor coreà H2 Interactive, la versió per a PC es va tornar a publicar a GOG.com l'abril de 2022, fet que va tornar el joc a la versió 1.0 original del joc. Aquesta versió del joc es va llançar a Steam el 29 de juliol de 2022, que també inclou Steam Workshop.

## Llegat
Tot i que Acclaim Entertainment ha desaparegut des del 2004, els aficionats van continuar donant suport i ampliant el joc produint vehicles i curses fets per fans, i operant servidors multijugador. Els fans han creat un client de xat/lobby multiplataforma de codi obert anomenat "RV House" que permet als jugadors connectar-se i jugar en línia. Aquesta plataforma està directament interconnectada amb el lloc web "Revolt Race Arxivat 2023-02-05 a Wayback Machine.", en el qual, entre d'altres característiques, s'escull un conjunt de pistes mensuals que serveixin de base per a la contrarellotge. A més, més recentment, la comunitat ha creat un canal de Discord que serveix com a centre principal per parlar del joc, organitzar, anunciar i unir-se a curses, compartir contingut/modificacions o fins i tot ajudar a desenvolupar noves eines i actualitzacions per al joc, en que l'última iteració consisteix en RVGL, una reescriptura/port multiplataforma del codi font de Re-Volt que s'executa de manera nativa tant a Windows com a Linux.
Tot i que els nous jugadors poden experimentar una corba d'aprenentatge important, la comunitat continua activa amb registres de voltes més ràpides i encara s'afegeixen noves curses i cotxes. La base de fans ha continuat mantenint la versió per a PC amb actualitzacions alfa i beta d'actualitzacions. El joc també va ser portat per la comunitat de fans a diverses plataformes com ara Linux, macOS, Android, ODROID, i OpenPandora basat en el codi font disponible.

## Rebuda
Les versions per a PC i Dreamcast van rebre crítiques favorables, i la versió de Nintendo 64 i Re-Volt Classic van rebre crítiques diverses, mentre que la versió de PlayStation va rebre crítiques desfavorables, segons els llocs web d'agregació de ressenyes GameRankings i Metacritic. Mark Clarkson de Computer Gaming World va elogiar els gràfics i els entorns de la versió per a PC, i el maneig realista de RC, tot i que va assenyalar que l'editor de mapes del joc era deficient. Vincent Lopez de IGN va elogiar els gràfics de la mateixa versió per a PC, la jugabilitat i la interfície, però va criticar l'editor de cançons i música techno del joc. Rick Sanchez del número de setembre de 1999 de NextGen va comentar la mateixa versió per a PC "un joc divertit, però si hagués pres la seva inspiració de les joguines per sobre, això podria haver estat excel·lent". Cal una mica de paciència per trobar que el Re-Volt d'Acclaim és un petit simulador de R/C molt precís i un joc gratificant." Cinc problemes d'aquesta segona revisió, va dir Greg Orlando sobre la versió de Dreamcast, "Un excel·lent, encara que alegre, joc de carreres, Re-Volt s'experimenta millor amb un grup." Al Japó, on la versió de PlayStation es va portar per al seu llançament el 6 de gener de 2000, seguida de la versió de Dreamcast el 13 de juliol, Famitsu li va donar una puntuació de 30 sobre 40 per a aquest últim, and 23 out of 40 for the former.
Nick McElveen de Computer Games Strategy Plus va donar a la versió per a PC quatre estrelles de cinc, dient: "Tot i que els volants i els joysticks funcionen bé amb Re-Volt, els nostàlgistes de les carreres en videoconsoles arribaran ràpidament a la conclusió que un comandament és el controlador més eficaç pel joc addictiu de Re-Volt, això pot presagiar el retorn de la remissió de milers de casos de "pols de Nintendo"." Brad Cook de All Game té la mateixa versió per a PC tres estrelles de cinc, dient: "Tot i que Re-Volt és una bellesa, malauradament queda per darrere de qualsevol dels millors de ordinadors que hi ha." No obstant això, va donar a la versió Dreamcast dues estrelles i mitja sobre cinc, dient: "Els desenvolupadors d'Acclaim Studios London probablement van pensar que anaven pel bon camí quan van decidir que el joc s'adherís a les lleis de la física en tots els modes de joc, però no ho eren. Hauria preferit un mode Arcade que fos només per diversió i un mode de simulació que requereixi més atenció a la física. Si haguessin pogut configurar el joc d'aquesta manera, probablement podria estar activat el seu camí cap a l'estatus clàssic ara mateix en lloc d'un candidat de negociació." Scott McCall va donar dues estrelles de cinc a la versió de Nintendo 64, dient que "faltava l'ingredient més important de qualsevol joc: la diversió. I a veure, la velocitat de fotogrames és terrible, els entorns són massa grans per a quatre cotxes miserables i les recollides no augmenten el nivell d'intensitat. Continua la recerca d'un successor espiritual per a R.C. Pro-Am. Eviteu-lo." Christopher Michael Baker també va donar dues estrelles a la versió de PlayStation, dient: "És difícil pensar en coses bones per dir sobre Re-Volt, així que no em fatigaré el cervell. Es podria descriure millor en una paraula com a revol... no, no et sotmetré a aquest joc de paraules horrible. Només segueix el meu consell i gasta els teus diners en un altre joc."
N64 Magazine va donar a la versió de Nintendo 64 un 73%. Vicious Sid de GamePro va anomenar la mateixa versió de Nintendo 64 "una opció gairebé immillorable per als aficionats a les curses de N64." Tanmateix, Uncle Dust va dir en una altra ressenya: "Amb tants altres títols de carreres de qualitat i divertits disponibles a N64, és sens dubte una bona idea evitar el Re-Volt per N64." El mateix autor va dir més tard sobre la versió de Dreamcast: "Tot i que els molt millors gràfics us donen un incentiu addicional per guanyar més curses, molts jugadors encara es veuran bloquejats per la física i el control molestos. Els fanàtics del R/C els encantarà i els propietaris de Dreamcast que encara busquen un corredor sòlid potser voldran provar-ho." Air Hendrix, però, va dir de la versió per a PC: "En general, Re-Volt  és a parts iguals de diversió i frustració. Si ets un jugador de contracció talentós amb una gran tolerància a la frustració, prova-ho. Però els controls deficients, les superfícies de conducció tan llises com la pista de bitlles del teu barri i una visió limitada em van fer udolar en agonia mental cada vegada que trepitjava el gas."
Johnny B. de GameRevolution va donar una B+ a la versió per a PC, dient que "pot tenir pistes i cotxes que et permetin agafar més aire i rebotar pilotes de bàsquet, però a sota segueix sent un corredor d'arcade bastant típic." Un altre autor del mateix lloc web també va donar una B+ a la versió de Dreamcast, dient que era "sen dubte un d'aquells jocs que els aficionats a les carreres han de recollir. Per descomptat, la seva dificultat farà que els jugadors amb el cor feble corren cap als turons. Però per aquells de vosaltres amb la paciència per aprendre, Re-Volt ofereix una experiència molt agradable." Kevin Bowen de PlanetDreamcast va donar la mateixa versió de Dreamcast 8.5 sobre 10, dient: "Per descomptat, el Dreamcast ja té un munt de jocs de carreres, però Re-Volt és indiscutiblement únic. El nivell de dificultat i la velocitat de fotogrames una mica irregular són realment els únics defectes significatius. És un joc sòlid amb molt a oferir, tant en modes d'un jugador com en mode multijugador, i d'alguna manera [és] fins i tot millor que les curses R/C siguin reals."
Spanner Spencer de TouchArcade va donar a Re-Volt Classic tres estrelles de cinc, dient: "Certament no és el revival més interessant que hem vist mai, i tampoc no crea cap nou en termes d'un títol independent d'iOS. Mai no l'acusaria de ser un joc dolent, ni tan sols, però simplement és massa per a vianants per emocionar-se de manera remota (és una mica de joc de paraules per acabar les coses, sense càrrec extra)."
La versió per a PC va vendre 16.528 unitats als EUA durant el 1999.
El personal de PC Gamer US va atorgar a la mateixa versió per a PC el seu premi "Millor joc de carreres" de 1999, i el va elogiar com "un equilibri excepcional de realisme i emoció arcade". Va rebre un premi especial d'èxit per "Sleeper Hit of the Year" de Computer Gaming World, el personal del qual va escriure que "ens va sorprendre molt quan es va estrenar la tardor passada". El joc també va ser nominat per al premi "Racing Game of the Year" de la revista, però va perdre en aquesta categoria a Need for Speed: High Stakes. També va ser nominat pel Premi "Millor joc d'arcade" de CNET Gamecenter, que va anar a Rayman 2: The Great Escape. El joc va quedar segon classificat a "Millors gràfics, excel·lència tècnica" als Premis al millor i al pitjor de 1999 de GameSpot, que va anar a Quake III Arena.

## Curiositat
En el joc hi ha tres cotxes de control remot que es poden distingir a partir del nom a cotxes reals:
- Toyeca → Toyota
- Humma → Hummer
- AMW → BMW

També el "R6 Turbo" representaria el Renault 5 Turbo.